# Ljudevit Jurak
Ljudevit Jurak (Zalug, Hum na Sutli, 6. listopada 1881. – Zagreb,  9. lipnja 1945.), bio je hrvatski patolog i sudski medicinar. Začetnikom je humanomedicinske patološke anatomije i veterinarske patološke anatomije u Hrvatskoj.

## Životopis
Ljudevit Jurak rodio se u selu Zalug pored Huma na Sutli, 1881. godine, od oca Stjepana i majke Amalije (r. Progelhofer). Pohađao je Klasičnu gimnaziju u Zagrebu koju je završio 1902. godine. Studij medicine završio je u Innsbrucku 1910. godine. Nakon završetka studija ostao je raditi u Innsbrucku kao asistent Zavoda za patološku anatomiju. Godine 1913. u Zagrebu je osnovana Prosektura javnih zdravstvenih zavoda koju je Ljudevit Jurak preuzeo i vodio do kraja života. Godine 1921. postao je profesorom opće patologije i patološke anatomije na novoosnovanom Veterinarskom fakultetu u Zagrebu. Na Veterinarskom fakultetu u Zagrebu bio je dekanom i u jednom mandatu prodekanom i tu je također djelovao do kraja života. Od 1922. do 1932. godine je profesorom sudske medicine na zagrebačkom medicinskom fakultetu. Godine 1928. obducirao je hrvatskog prvaka Stjepana Radića nakon što je umro od posljedica atentata u beogradskoj Skupštini.

### Drugi svjetski rat
Kao renomirani stručnjak na području patološke anatomije i sudske medicine bio je članom Međunarodnoga povjerenstva od jedanaest stručnjaka koji su istraživali skupne grobnice u Vinici u središnjoj Ukrajini od 12. do 15. srpnja 1943. godine. Povjerenstvo je znanstveno utvrdilo uzrok (hitac u potiljak) i vrijeme (1938. godina) smrti oko 2000 ukrajinskih seljaka i radnika koje su ubili Sovjeti. O tome je Jurak napisao članak, Skupni grobovi u Vinici, objavljen u Hrvatskom narodu 25. srpnja 1943. godine. Surađivao je i u Hrvatskoj enciklopediji, 1941. – 1945.

### Nakon Drugoga svj. rata
Nakon Drugoga svjetskog rata Juraka 15. svibnja 1945. godine uhićuju nove komunističke vlasti po NKVD-ovom nalogu. Ponuđeno mu je da u zamjenu za slobodu povuče svoj potpis s izvješća Međunarodnog povjerenstva o Vinici i izjavi da ga je dao pod prisilom, ali je Jurak to odbio. Nakon što je odbio povući potpis Vojni suda Komande grada Zagreba ga osuđuje 9. lipnja 1945. "zbog djela ratnog zločinstva", na kaznu smrti strijeljanjem, trajan gubitak građanske časti i konfiskaciju imovine. Kako je utvrdilo komunističko istražno povjerenstvo, prof. dr. Jurak je bio kriv što je masovni pokolj u Vinici pripisao "prijateljskoj Sovjetskoj Rusiji", te "svjesno i zlonamjerno vršio propagandu protiv prijateljske Sovjetske Rusije". Po nekim izvorima ubijen je i prije sudske presude. Presudu je potpisao zloglasni Vladimir Ranogajec. Na sjednici Senata Sveučilišta u Zagrebu, 15. rujna 1991. godine, rehabilitiran je.

## Spomen
- Od 1990. godine održava se Međunarodni simpozij poredbene patologije „Ljudevit Jurak”.[8]
- Godine 1998. u sjećanje na profesora Ljudevita Juraka i njegov doprinos medicini, sudskoj medicini te veterinarskoj znanosti uspostavljena je Nagrada „Ljudevit Jurak” za poredbenu patologiju.[9]
- Zavod za patologiju Kliničke bolnice Sestre milosrdnice nazvan je njegovim imenom.

## Vanjske poveznice
- Zavod za patologiju 'Ljudevit Jurak'
- Ljubica Štefan, Ljudevit Jurak - naša rana i ponos  Arhivirana inačica izvorne stranice od 9. travnja 2015. (Wayback Machine), Hrvatsko slovo. Godina V./Broj 208. Zagreb, petak, 16. travnja 1999.
- Ljubo Barić, Biserka Belicza. Jurakov opis Levove bolesti pola stoljeća prije Leva (znanstvena povijesnomedicinska studija)  Arhivirana inačica izvorne stranice od 5. kolovoza 2016. (Wayback Machine), MEDICUS, vol 1(1), 1992., str. 99-110.